# Машине (Бахчисарайський район)
Ма́шине (до 1948 року — Татарко́й, крим. Tatarköy) — село в Україні, у Бахчисарайському районі Автономної Республіки Крим. Підпорядковане Верхоріченській сільській раді. Розташоване в центрі району.

## Населення
За даними перепису населення 2001 року, у селі мешкало 246 осіб. Мовний склад населення села був таким:
| Мова              | Число ос. | Відсоток |
| ----------------- | --------- | -------- |
| українська        | 1         | 0,41     |
| російська         | 180       | 73,17    |
| кримськотатарська | 64        | 26,02    |